# Heeresoffizierschule II
Die Heeresoffizierschule II (HOS II) war eine von drei Heeresoffizierschulen zur Ausbildung der Offizieranwärter des Heeres. Sie bestand von 1956 bis 1974 und war in Hamburg (von 1956 bis 1958 in Husum) ansässig. Ihre Nachfolgerin wurde die Offizierschule des Heeres (OSH) in Hannover.
Hier wurden am 10. März 1970 die vielbeachteten Arbeitsthesen „Leutnante 70“ vorgelegt. In Erscheinung trat weiterhin der Soldatenchor des Lehrbataillons.

## Geschichte
Nach einem Vorauskommando im Oktober 1956 unter Oberst Werner Haag wurde die Heeresoffizierschule II (HOS II) am 7. (respektive 1.) November 1956 in Husum in Schleswig-Holstein aufgestellt. Damit war sie die zweite von drei Schulen dieser Art. Die HOS II bezog eine ehemalige Marinekaserne (Fliegerhorstkaserne an der Flensburger Chaussee). Im Dezember 1956 wurde Brigadegeneral Ottomar Hansen erster Kommandeur der Schule. Anfang des Jahres 1957 wurde der Lehrbetrieb mit dem 3. Fahnenjunkerlehrgang für 410 Offizieranwärter aufgenommen. Die offizielle Eröffnung fand am 22. Januar 1957 unter Anwesenheit des Inspekteurs des Heeres, Generalleutnant Hans Röttiger, und des Ministerpräsidenten von Schleswig-Holstein, Kai-Uwe von Hassel (CDU) statt. Im gleichen Jahr erfolgte die Unterstellung beim Truppenamt (ab 1970 Heeresamt) in Köln.
Zum 1. Juli 1958 wurde der Umzug nach Hamburg-Wandsbek in die Douaumont-Kaserne beschlossen. 1961/62 kam es zu einer baulichen Erweiterung der Schule, so konnte eine neue Aula mit einer Kapazität von rund 800 Personen eingeweiht werden. 1963 wurden in der Aula sechs Nachbildungen von Fahnen preußischer Regimenter, die im Ersten Weltkrieg an der Schlacht bei Tannenberg (1914) teilgenommen hatten und 1945 aus dem Tannenberg-Denkmal in Ostpreußen evakuiert worden waren, aufgehängt. Im gleichen Jahr drehte erstmals der Norddeutsche Rundfunk (NDR) für eine Reportage an der Schule. 1966 wurden die Auswahllehrgänge der HOS II an die Heeresoffizierschule I bzw. die Bundeswehrfachschule (BwFachS) nach Hannover verlegt. Die Schule übernahm 1966 für ihr Offizierheim Gegenstände der Traditionsgemeinschaft des Kaiser Alexander Garde-Grenadier-Regiments Nr. 1 aus Berlin.
Das Lehrbataillon der HOS II hatte einen Soldatenchor, der etwa 1974 auf der Schallplatte Wenn wir marschieren in Erscheinung trat.
Am 5. Juli 1974 sind im Zuge der Aufstellung der zwei Bundeswehrhochschulen (1973) in München und Hamburg die Heeresoffizierschulen I bis III in der Offizierschule des Heeres (OSH) in Hannover, später Dresden, aufgegangen.

## Gliederung
Der HOS II stand ein Kommandeur im Dienstgrad eines Brigadegenerals vor, der von einem Stab (Kommando- und Schulstab) unterstützt wurde. Die Schule gliederte sich in zwei Lehrgruppen (A und B) mit insgesamt sechs Inspektionen und achtzehn Hörsälen sowie ein Lehrbataillon. Die Inspektionen und Hörsaale wurden durch Majore/Oberstleutnante geführt; ein Hörsaal bestand aus 22 bis 24 Offizieranwärtern. An der Schule lehrten Sport-, Taktik- und Truppenfachlehrer sowie zivile Dozenten.

## Kommandeure
- Brigadegeneral Ottomar Hansen (1956–1957)
- Brigadegeneral Wilhelm Willemer (1957–1959)
- Brigadegeneral Harald Freiherr von Uslar-Gleichen (1959–1963)
- Brigadegeneral Dietmar Eckert (1963–1965)
- Brigadegeneral Hermann Wulf (1965–1971)
- Brigadegeneral Horst Scheuermann (1971–1974)

## Lehrbataillon
Am 16. November 1956 wurde das Lehrbataillon (LehrBtl HOS II) in Husum aufgestellt. Das Kampfbataillon gliederte sich in vier Kompanien. Das anfangs eingesetzte Stammpersonal kam vom Zoll, vom Bundesgrenzschutz, von der Bereitschaftspolizei und aus der ehemaligen Wehrmacht. Es wurde auf den nahe gelegenen Truppenübungsplätzen in Putlos an der Ostsee und in Bergen-Hohne u. a. auf amerikanischen Waffensystemen ausgebildet. Im Juli und August 1958 erfolgte der Umzug nach Hamburg.
In Hamburg wurden die Rekruten in der Hanseaten-Kaserne untergebracht. 1959 wurde das Lehrbataillon in ein Panzergrenadierbataillon, das PzGrenBtl (L) 173, umgegliedert und der Panzergrenadierbrigade 17 unterstellt. Es wurde dann auf den Schützenpanzer (lang) HS 30 umgerüstet. Das Bataillon machte sich bei der Unterstützungsmaßnahmen im Zuge der Sturmflut 1962 und des harten Winters 1963 u. a. unabdingbar. Etwa 400 Soldaten erhielten die Hamburgische Dankmedaille.
1971 erfolgte die Verlegung nach Wentorf bei Hamburg, die Unterstellung bei der Panzergrenadierbrigade 16 und die Umbenennung in Panzergrenadierbataillon 163 (SPz). In Wentdorf wurde 1973 auf den Schützenpanzer (SPz) Marder umgerüstet.
Mit der Einnahme der Heeresstruktur V wurde das Bataillon 1993 endgültig aufgelöst.

## Ausbildung, Bildung und Erziehung
Die Gründung von Heeresoffizierschulen in den 1950er Jahren diente der „Standardisierung“ der Ausbildung. Bedeutung erlangte an den Schulen der 1957 durch ein „Grundsatzprogramm“ vereinheitlichte militärhistorische Unterricht, der inhaltlich einen Zeitraum vom Dreißigjährigen Krieg bis zum Ende des Zweiten Weltkrieges umfasste. Zu den Lehrkräften gehörten u. a. die Oberstleutnante Karl-Hermann Freiherr von Brand zu Neidstein und Günter Will, die Militär- und Kriegsgeschichte unterrichteten.
An der HOS II dozierten auch die Soziologen Rudolf Hamann und Wolfgang R. Vogt, die nach dem Militärpädagogen Uwe Hartmann als „militärkritische[] Intellektuelle[]“ zu „Spannungen zwischen Intellektuellen und Militärs“ beitrugen.
Im Jahre 1969 entstanden hier in der Lehrgruppe C im Zuge eines Vortrags von Generalleutnant a. D. Wolf Graf von Baudissin, dem Vater der Inneren Führung, neun provokante Arbeitsthesen der acht „Leutnante 70“, die ein modernes Berufsverständnis zur Diskussion stellten. Dazu gehörten u. a. die Absolventen Walter Zuckerer und Hans Ehlert, nachmaliger Amtschef des MGFA, des Jahrgangs 1968/69. Graf von Baudissin kommentierte, dass ihn „Zum erstenmal […] aktive Soldaten links überholt“ hätten; er begrüßte die Initiative der Offiziere und bezeichnete den Inhalt der Thesen als „zukunftsträchtig“.
Von 1970 bis 1972 wurden an der HOS II Rangreihenfolgen zwischen Übungsleitern und -teilnehmern wissenschaftlich untersucht.

## Internationales
In der Aufstellungsphase der HOS II bestand über das Ausbildungsteam der German Training Assistance Group eine enge Beziehung zur US Army. Etliche nationale und internationale Amtsträger und Militärdelegationen (u. a. von der Militärschule Saint-Cyr, aus der US Military Academy in West Point und der Royal Military Academy Sandhurst) besuchten im Laufe der Zeit die Einrichtung.

## Bibliothek
Der Bestand der Bibliothek der Heeresoffizierschule II belief sich auf über 12.000 Bände und 39 Zeitschriften. Er ging dann in den 1970er Jahren als Schenkung (de facto) in die Bibliothek der Hochschule der Bundeswehr Hamburg über.